# Grammatonotus crosnieri
Grammatonotus crosnieri är en fiskart som först beskrevs av Fourmanoir, 1981.  Grammatonotus crosnieri ingår i släktet Grammatonotus och familjen Callanthiidae. Inga underarter finns listade i Catalogue of Life.